# Pallavolo al XVIII Festival olimpico estivo della gioventù europea
Le competizioni di pallavolo al XVIII Festival olimpico estivo della gioventù europea si sono svolte dal 21 al 26 luglio 2025 a Skopje, in Macedonia del Nord

## Podi
| Evento                         | Oro     | Argento | Bronzo  |
| Pallavolo maschile (dettagli)  | Polonia | Francia | Italia  |
| Pallavolo femminile (dettagli) | Turchia | Italia  | Polonia |

## Medagliere
Nazione ospitante 
| Posizione | Paese   | Oro | Argento | Bronzo | Totale |
| --------- | ------- | --- | ------- | ------ | ------ |
| 1         | Polonia | 1   | 0       | 1      | 2      |
| 2         | Turchia | 1   | 0       | 0      | 1      |
| 3         | Italia  | 0   | 1       | 1      | 2      |
| 4         | Francia | 0   | 1       | 0      | 1      |
| Totale    | Totale  | 2   | 2       | 2      | 6      |